# Klaus Arnold (Maler)
Klaus Arnold (* 18. Mai 1928 in Heidelberg; † 22. September 2009 in Karlsruhe) war ein deutscher Bildhauer, Maler und ehemaliger Rektor der Staatlichen Akademie der Bildenden Künste Karlsruhe.

## Leben
Arnold studierte von 1945 bis 1954 an den Kunstakademien Düsseldorf, München und Karlsruhe. 1960 wurde er an die Kunstakademie Karlsruhe berufen und bald darauf zum Professor ernannt. Von 1976 bis 1988 leitete er die Kunstakademie Karlsruhe als Rektor. Unter seiner Leitung festigte sich der Ruf der Karlsruher Akademie als einer „Malerakademie“ durch die Berufung international bedeutender Maler in die Lehrtätigkeit, wie Markus Lüpertz und Georg Baselitz. Er engagierte sich ehrenamtlich im Künstlerbund Baden-Württemberg als Vorstandsmitglied und wurde später zum Ehrenmitglied ernannt. Arnold lebte zuletzt in Karlsruhe, Baden-Württemberg. Er liegt auf dem Hauptfriedhof in Karlsruhe begraben.

## Werk

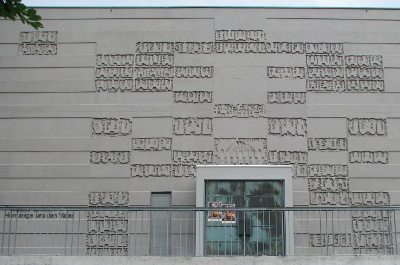
Relief an der Mannheimer Philippuskirche

Arnold wurde bekannt durch Skulpturen, die pflanzenähnliche Formen zu abstrakten räumlichen Ornamenten zusammenfassten. Viele dieser Arbeiten wurden auch als Kunst-am-Bau-Projekte realisiert, so z. B. Brunnen in der Universität Konstanz und im Innenhof der Universität Riad in Saudi-Arabien, eine Lichtkörpergruppe in der Halle der Universität Bremen und die Fenster der Lutherkirche in Karlsruhe. Später wandte sich Arnold verstärkt der Malerei im Stile des Neoimpressionismus zu. Seine Themen entnahm er häufig dem Alltag, besonders dem Freizeitbereich. Er arbeitete vor allem in der Technik der Wachsemulsion bzw. der Eitempera-Malerei.
1966 wurde Arnold beauftragt, die Fenster des Langhauses der Schlosskirche in Pforzheim zu gestalten. Die frühgotische Architektur mit den lastenden, schweren Pfeilern und höhlenartigen Seitenschiffen ergänzte er mit einer dunkel glühenden, von Blau-, Rot-, Orangentönen bestimmten Farbpalette der abstrakt gehaltenen Glasfenster. Zeitgleich schuf er für die Auferstehungskirche in Pforzheim Buntglasfenster, die mithilfe der Farben blau, rot und grün die Dreieinigkeit darstellen.

## Ausstellungen
- 1970: Prisma ’70. 18. Ausstellung des Deutschen Künstlerbundes, Rheinisches Landesmuseum Bonn[4]

## Preise
- 1955: Kunstpreis der Jugend Baden-Baden
- 1956: ars viva[5]
- 1956: Stipendiat im Kulturkreis des Bundesverbandes der Deutschen Industrie, Kulturpreis der Stadt Karlsruhe
- 1958: Förderpreis Baden-Württemberg
- 1959: Rom-Preis Stipendium Villa Massimo

## Schriften
- Klaus Arnold: Mein Dank an Erich Heckel. In: Erich Heckel: Aufbruch und Tradition. Eine Retrospektive. Brücke-Museum Berlin 2010. Hirmer, München.